# Émile l'Africain
Émile l'Africain è un film del 1949 diretto da Robert Vernay.